# Smoking and Health: Report of the Advisory Committee to the Surgeon General of the United States

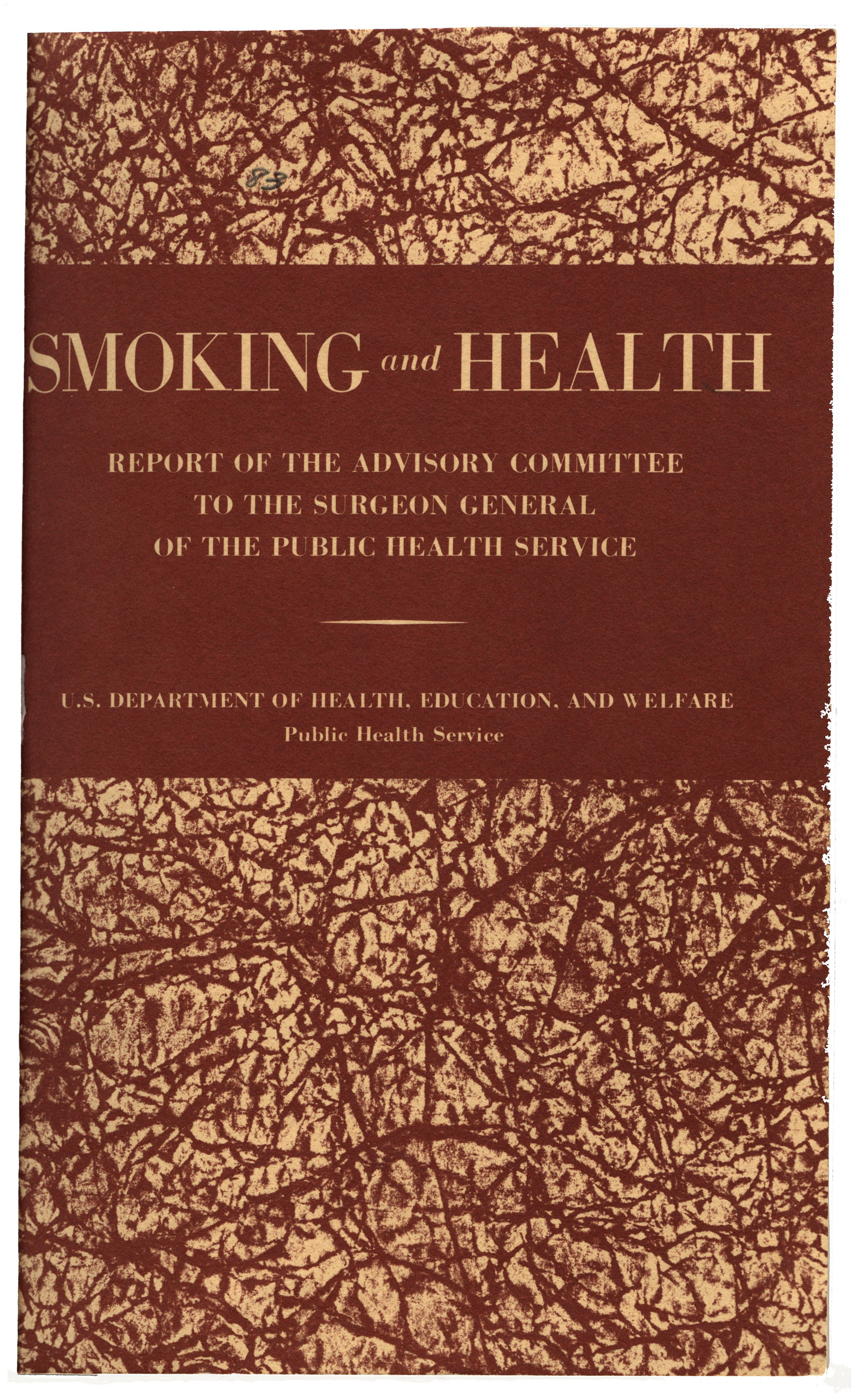
Deckblatt des Berichts

Smoking and Health: Report of the Advisory Committee to the Surgeon General of the United States (deutsch: „Rauchen und Gesundheit: Bericht des Beratenden Ausschusses beim Sanitätsinspekteur der Vereinigten Staaten“) ist ein grundlegender Bericht zu den negativen Gesundheitsfolgen des Tabakrauchens. Der Bericht wurde am 11. Januar 1964 vom Gutachterausschuss des Surgeon General über Rauchen und Gesundheit veröffentlicht, welcher von dem damaligen Surgeon General Luther Leonidas Terry geleitet wurde. Obwohl es nicht die erste Bekanntmachung dieser Art von einem Offiziellen der Vereinigten Staaten von Amerika war, ist der Bericht außergewöhnlich, da er anhaltende und weitreichende Effekte für die Tabakindustrie und die weltweite Wahrnehmung des Rauchens hatte.

## Hintergrund
Die gesundheitlichen Auswirkungen von Tabak wurden seit der Einführung in die europäische Kultur gleichermaßen von Rauchern, medizinischen Experten und Regierungen diskutiert. Deutliche Beweise für krankmachende Auswirkungen des Rauchens wurden durch die Ergebnisse mehrerer Langzeitstudien bekannt, die zwischen Anfang und Mitte des 20. Jahrhunderts durchgeführt wurden. Am 12. Juni 1957 erklärte der damalige Surgeon General Leroy Burney, dass es die „offizielle Position des U.S. Public Health Service“ sei, dass die Beweise auf einen „kausalen Zusammenhang zwischen Rauchen und Lungenkrebs“ hinwiesen. Dieser Erklärung folgte ein Komitee des Royal College of Physicians in Großbritannien, welches am 7. März 1962 einen Bericht veröffentlichte, der „eindeutig Zigarettenrauch als ein Grund für Lungenkrebs und Bronchitis“ sah und angab, dass dieser möglicherweise auch zu Herz-Kreislauf-Erkrankungen beitrage. Nach Druck der American Cancer Society, der American Heart Association, der National Tuberculosis Association und der American Public Health Association, autorisierte der damalige Präsident John F. Kennedy den Surgeon General Terry zur Bildung eines Gutachterausschusses. Der Ausschuss traf sich vom November 1962 bis zum Januar 1964 und analysierte über 7.000 wissenschaftliche Artikel und Arbeiten.

## Ergebnisse
Die Ergebnisse des Berichts waren fast ausschließlich auf die negativen Gesundheitsfolgen von Zigaretten fokussiert. Der Bericht gab an:
- Zigarettenraucher haben eine 70 % höhere alterskorrigierte Sterblichkeit.
- Zigarettenrauch ist die Hauptursache für chronische Bronchitis.
- Es besteht eine Korrelation zwischen Rauchen, Emphysemen und Herzkrankheiten.

Weiterhin erkannte der Bericht:
- eine kausale Verbindung zwischen Rauchen und einer zehn- bis zwanzigfachen Erhöhung im Auftreten von Lungenkrebs.
- eine positive Korrelation zwischen schwangeren Frauen, die rauchen, und untergewichtigen Neugeborenen (siehe auch Fetales Tabaksyndrom).[2]

Wie auch die Weltgesundheitsorganisation zu dieser Zeit, definierte der Ausschuss das Rauchen von Zigaretten als „Gewöhnung“ und nicht als überwältigende „Sucht“, wobei hier möglicherweise die Tatsache mit einwirkte, dass die Mitglieder des Ausschusses selbst Raucher waren. Die Mitglieder des Ausschusses hatten, wie die meisten Amerikaner, die Ansicht, dass das Aufhören mit dem Rauchen grundsätzlich möglich sei. In den Jahren nach dem Bericht des Surgeon General entschieden sich Millionen von Amerikaner erfolgreich, mit dem Rauchen aufzuhören, wobei zwischen zwei Drittel und drei Viertel dieser Personen ohne Hilfe von Nikotinersatzstoffen das Rauchen aufgaben. Zudem wurde über eine lange Zeit der kalte Entzug als die erfolgreichste Methode für das Aufhören angesehen. Im Jahr 1989 bezeichnete der Surgeon General C. Everett Koop Zigarettenrauchen jedoch als eine „Sucht“ und nicht mehr als Gewohnheit, wobei dieser Kurswechsel kontrovers aufgenommen wurde.

## Auswirkungen
Die Veröffentlichung des Berichts hatte weite Auswirkungen auf die Vereinigten Staaten von Amerika und die Welt. Der Bericht wurde absichtlich an einem Samstag veröffentlicht, um negative Auswirkungen auf den amerikanischen Aktienmarkt zu minimieren und um die Berichterstattung in den Sonntagszeitungen zu maximieren. Er führte zur Änderung der politischen und öffentlichen Meinung zum Thema Rauchen und insofern zu Warnhinweisen und Beschränkungen in der Werbung für Zigaretten. Zudem führte es zu großen Anti-Rauch-Kampagnen.